# Eda-jinja
Eda-jinja (江田神社) est un sanctuaire shintô (神社, jinja) situé dans la ville de Miyazaki, dans la préfecture de Miyazaki, au Japon.
Ce sanctuaire est dédié à la divinité  Izanagi.